# NGC 1633
NGC 1633 ist eine Balken-Spiralgalaxie vom Hubble-Typ SBab im Sternbild Stier. Sie ist schätzungsweise 221 Millionen Lichtjahre von der Milchstraße entfernt und hat einen Durchmesser von etwa 65.000 Lichtjahren. Gemeinsam mit NGC 1634 bildet sie das isolierte und gravitativ gebundene Galaxienpaar KPG 101 oder Holm 79.
Die Typ-Ia-Supernova SN 2010kg wurde hier beobachtet.
Das Objekt wurde am 9. Dezember 1798 von Wilhelm Herschel entdeckt.